# Pegoplata debilis
Pegoplata debilis är en tvåvingeart som först beskrevs av Stein 1916.  Pegoplata debilis ingår i släktet Pegoplata och familjen blomsterflugor. Arten har ej påträffats i Sverige. Inga underarter finns listade i Catalogue of Life.